# Kassenzahnärztliche Vereinigung Sachsen
Die Kassenzahnärztliche Vereinigung Sachsen (KZVS) wurde am 29. Juni 1991 in Dresden als Körperschaft des öffentlichen Rechts (K.d.ö.R.) gegründet. Sie ist der in dieser Rechtsform gesetzlich vorgeschriebene Zusammenschluss der im Freistaat Sachsen an der vertragszahnärztlichen Versorgung teilnehmenden Zahnärzte. Ihre Aufgaben resultieren aus den Aufträgen im Vierten, Zehnten und Elften Kapitel des Fünften Buches Sozialgesetzbuch (SGB V). Der KZVS obliegt im Rahmen der Selbstverwaltung die Sicherstellung der flächendeckenden vertragszahnärztlichen Versorgung der gesetzlich krankenversicherten Bevölkerung im Freistaat Sachsen (§ 75 SGB V) sowie die Wahrnehmung der Rechte der sächsischen Vertragszahnärzte gegenüber den gesetzlichen Krankenkassen. Über Verwaltungskostenbeiträge der sächsischen Vertragszahnärzte wird die Verwaltung der KZVS vollständig eigenfinanziert. Sie ist eine von 17 Landes-KZVen, die Mitglieder der Kassenzahnärztlichen Bundesvereinigung (KZBV) sind. Die KZVS unterliegt der Rechtsaufsicht des Sächsischen Ministeriums für Soziales und Gesellschaftlichen Zusammenhalt.

Zahnärztehaus Dresden – Geschäftsstelle der KZVS

## Aufgaben
Die Aufgaben der Selbstverwaltung der KZVS sind im SGB V im Einzelnen beschrieben. Dazu gehören unter anderem:
- Sicherstellung der ambulanten vertragszahnärztlichen Versorgung im Freistaat Sachsen
- Vertretung der Rechte und Interessen der Mitglieder gegenüber den gesetzlichen Krankenkassen
- Gewährleistung einer ordnungsgemäßen Durchführung der vertragszahnärztlichen Tätigkeit gegenüber den Krankenkassen
- Sicherstellung des zahnärztlichen Notdienstes
- Abschluss von Gesamtverträgen mit den gesetzlichen Krankenkassen bzw. ihren Verbänden
- Sicherstellung einer angemessenen Vergütung der an der vertragszahnärztlichen Versorgung teilnehmenden Zahnärzte
- Prüfung der erbrachten vertragszahnärztlichen Leistungen auf sachlich-rechnerische Richtigkeit und Abrechnung dieser gegenüber den gesetzlichen Krankenkassen
- Honorarverteilung an die Vertragszahnärzte gemäß dem Honorarverteilungsmaßstab
- Beratung der Mitglieder in allen für die vertragszahnärztliche Tätigkeit relevanten Belangen
- Überprüfung der Einhaltung der vertragszahnärztlichen Fortbildungspflicht
- Überprüfung der Einhaltung des praxisinternen Qualitätsmanagements
- Umsetzung von Maßnahmen zur Qualitätssicherung
- Überprüfung der Einhaltung der vertragszahnärztlichen Pflichten durch die Vertragszahnärzte
- Besetzung von Ausschüssen der gemeinsamen Selbstverwaltung von Zahnärzten und gesetzlichen Krankenkassen

## Mitglieder
Jeder Zahnarzt muss Mitglied einer Landes-KZV sein, um mit den gesetzlichen Krankenkassen die Behandlung von gesetzlich krankenversicherten Patienten abrechnen zu können.
Mitglieder der KZVS sind zugelassene Vertragszahnärzte in Voll- oder Teilzulassung, angestellte Zahnärzte, die bei Vertragszahnärzten nach § 95 Abs. 9 SGB V oder bei zur vertragszahnärztlichen Versorgung zugelassenen medizinischen Versorgungszentren mindestens 10 Stunden pro Woche tätig sind sowie ermächtigte Krankenhauszahnärzte. Die Mitglieder sind zur Teilnahme an der vertragszahnärztlichen Versorgung berechtigt und verpflichtet. Die KZVS hat 3269 Mitglieder (Stand: Dezember 2022).

## Organe
Die von allen Mitgliedern gewählte Vertreterversammlung und der hauptamtliche Vorstand sind die beiden Organe der KZVS. Ihre Amtszeit beträgt sechs Jahre.

### Vertreterversammlung
Alle Mitglieder der Kassenzahnärztlichen Vereinigung Sachsen wählen für die Dauer von sechs Jahren die 40 ehrenamtlichen Mitglieder der Vertreterversammlung. Die Vertreterversammlung ist das oberste Beschlussorgan der KZVS. Zu den Aufgaben der Vertreterversammlung gehört es, Entscheidungen zu treffen, die für die Körperschaft von grundsätzlicher Bedeutung sind. Das sind unter anderem:
- Beschluss und Änderung der Satzung, der Wahlordnung, der Geschäftsordnung der Vertreterversammlung, der Disziplinarordnung, der Notdienstordnung
- Feststellung des Haushaltsplanes
- Vertretung der Körperschaft gegenüber dem Vorstand und dessen Mitgliedern
- Wahl des Vorstandes der KZVS
- Wahl des Vorsitzenden der Vertreterversammlung und seiner Stellvertreter
- Errichtung von Ausschüssen der Vertreterversammlung sowie Wahl ihrer Mitglieder
- Wahl der Vertreter in die durch Gesetz oder Vertrag vorgesehenen Ausschüsse
- Wahl der Vertreter zur Vertreterversammlung der Kassenzahnärztlichen Bundesvereinigung

### Vorstand
Die Mitglieder der Vertreterversammlung wählen den hauptamtlichen Vorstand. Der Vorstand führt die Geschäfte der KZVS und vertritt diese gerichtlich und außergerichtlich. Er nimmt die Interessen der KZVS und ihrer Mitglieder gegenüber den gesetzlichen Krankenkassen, dem Sächsischen Ministerium für Soziales und Gesellschaftlichen Zusammenhalt sowie der Öffentlichkeit und den sonstigen Beteiligten des Gesundheitswesens wahr. Er führt die Vertrags- und Vergütungsverhandlungen mit den gesetzlichen Krankenkassen. Zur Erledigung der Aufgaben steht dem Vorstand die Verwaltung der KZVS zur Verfügung. 
Aktuell setzt sich der Vorstand aus dem Vorsitzenden, Holger Weißig, und der stellvertretenden Vorsitzenden, Meike Gorski-Goebel, zusammen.